# William Henry Jackson
William Henry Jackson (Keeseville, 4 aprile 1843 – New York, 30 giugno 1942) è stato un pittore e fotografo statunitense, veterano della guerra civile ed un esploratore, famoso per le sue immagini del West americano.
Era nipote di Samuel Wilson, indicato da molti come il reale ispiratore del simbolo nazionale dell'America lo zio Sam.

## Giovinezza
Jackson è il primo di sette figli nati da George Hallock Jackson e Harriet Maria Allen. La madre Harriet, un'acquarellista di talento, era laureata all'Accademia Femminile Troy ed in seguito alla Scuola Emma Willard. La pittura fu la sua passione fin dall'infanzia. All'età di 19 anni, era diventato un artista abile e talentuoso di arti visive dell'epoca che precedette la guerra civile americana. Orson Squire Fowler ha scritto che Jackson era "eccellente come pittore".
Dopo aver trascorso la propria infanzia a Troy (New York) e a Rutland (Vermont), Jackson si arruolò nell'ottobre 1862, allora diciannovenne, come soldato semplice nella Compagnia K del 12º fanteria Vermont  dell'esercito dell'Unione. Jackson trascorreva gran parte del suo tempo libero facendo disegni ai suoi amici e ritraendo varie scene di vita nel campo dell'esercito che poi mandava a casa alla sua famiglia per far sapere che stava bene ed era al sicuro. Servì nella guerra civile americana per nove mesi partecipando a una grande battaglia, la battaglia di Gettysburg. Jackson ha trascorso la maggior parte del suo tempo di guarnigione e sorvegliando treni di approvvigionamento. Il suo reggimento fu ritirato il 14 luglio 1863. Jackson poi tornò a Rutland, dove lavorò come artista pittore nella società americana post-guerra civile. Dopo aver rotto il suo fidanzamento con la signorina Carolina Eastman, lasciò il Vermont per l'ovest americano.

## Fotografia
Nel 1869 a Jackson fu commissionato della Pacific Union un lavoro per documentare lo scenario lungo i vari percorsi ferroviari per scopi promozionali. Questo lavoro fu notato da Ferdinand Hayden, il quale stava organizzando un'indagine geologica per esplorare la regione del fiume Yellowstone, gli fu chiesto di partecipare alla spedizione.
Nel 1870 ricevette l'invito per partecipare all'indagine governativa degli Stati Uniti del fiume di Yellowstone e delle Montagne Rocciose guidate da Ferdinand Hayden. Egli è stato anche membro della spedizione geologica di Hayden del 1871, spedizione che ha portato alla creazione dello Yellowstone National Park. Anche il pittore Thomas Moran faceva parte della spedizione, e i due artisti lavoravano a stretto contatto per documentare la regione.

## Pittura
Jackson era già un prodigioso pittore fin dalla sua giovinezza, e durante la sua vita produsse molti dipinti aventi come tema l'ovest americano. La stessa madre di Jackon era pittrice che realizzava le proprie opere ad acquarello ed è stata lei che lo ha incoraggiato verso la carriera di pittore. Il suo primo lavoro come artista è stato nel 1858. Fu assunto come ritoccatore per uno studio fotografico a Troy (New York), dove lavorò per due anni. Lo Scotts Bluff National Monument del Nebraska ospita la più grande collezione di dipinti di William Henry Jackson nel mondo. Durante l'ultimo decennio della sua vita Jackson è tornato a illustrare.

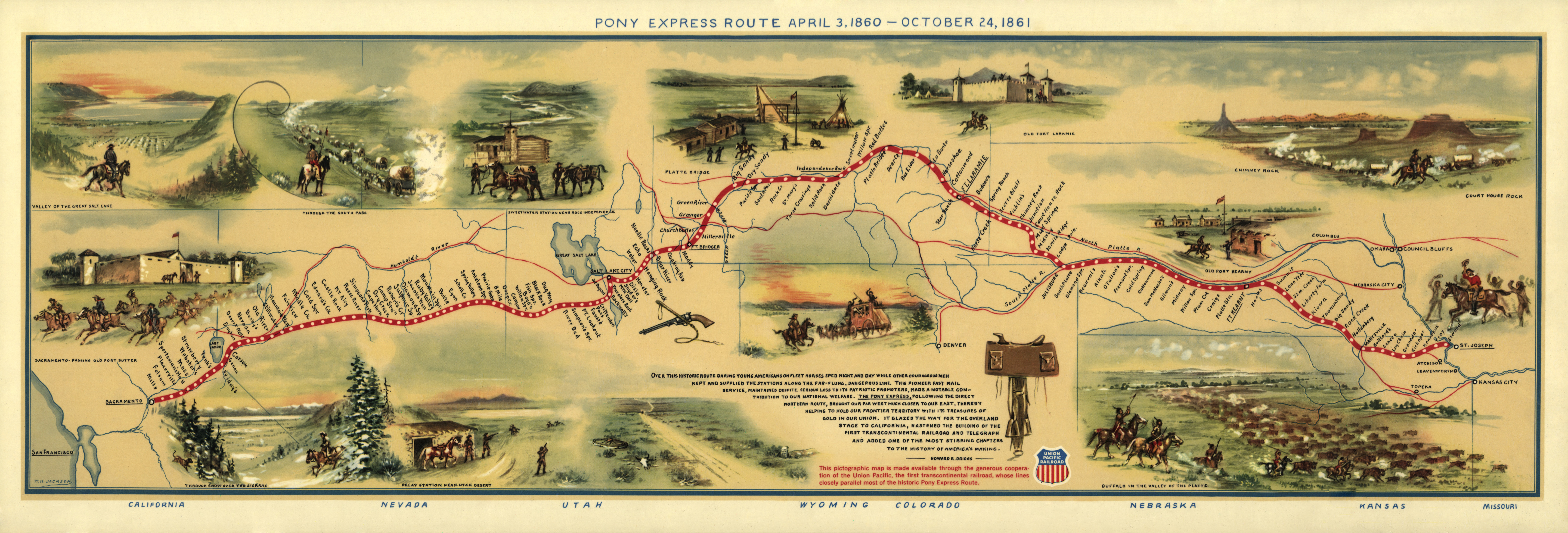
Mappa del percorso del Pony Express nel 1860, creata da William Henry Jackson

## Galleria d'immagini

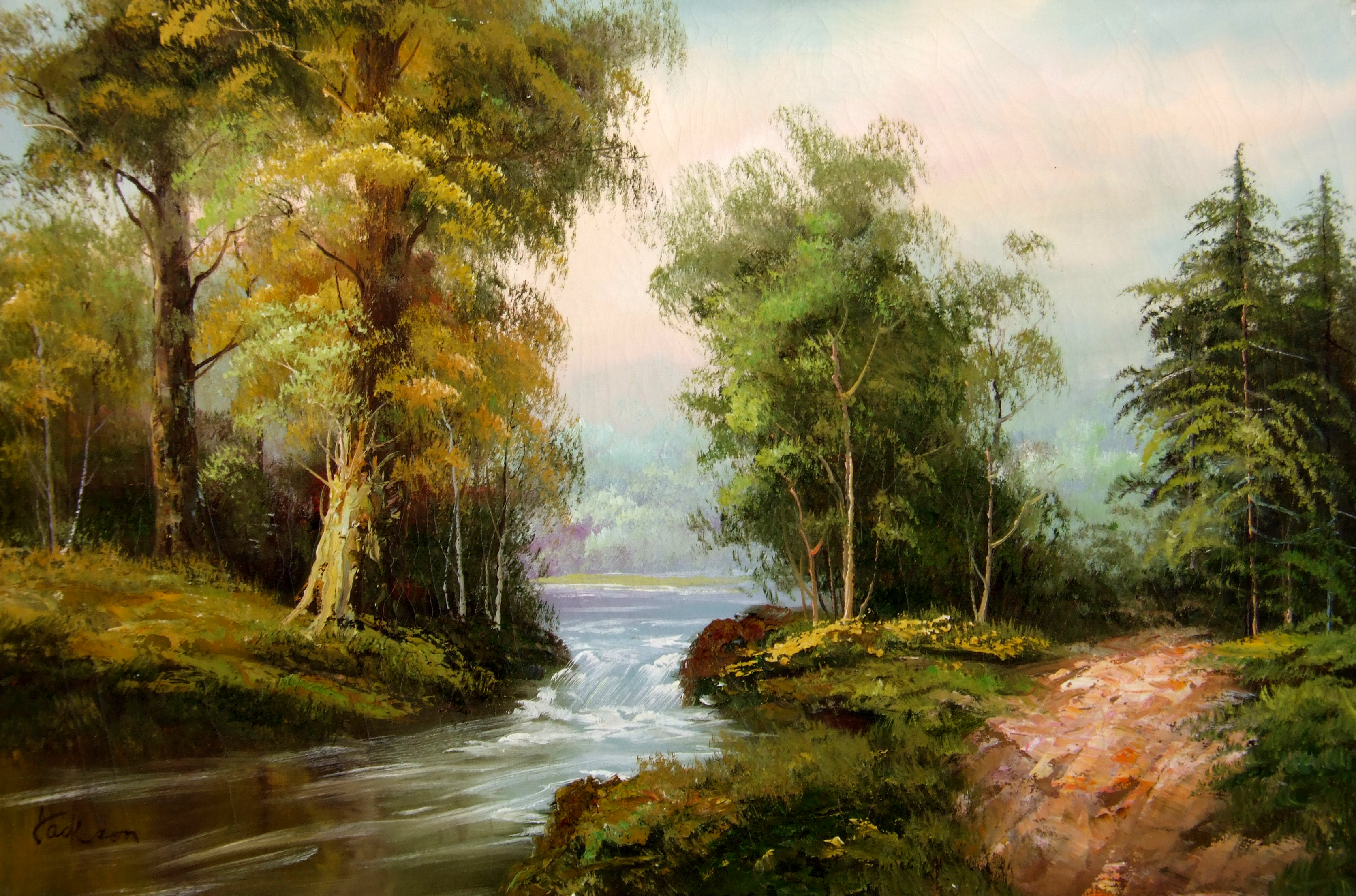
Muddy Pond, Rutland VT, 1861. pittura a olio, 36' x 24', Vermont.
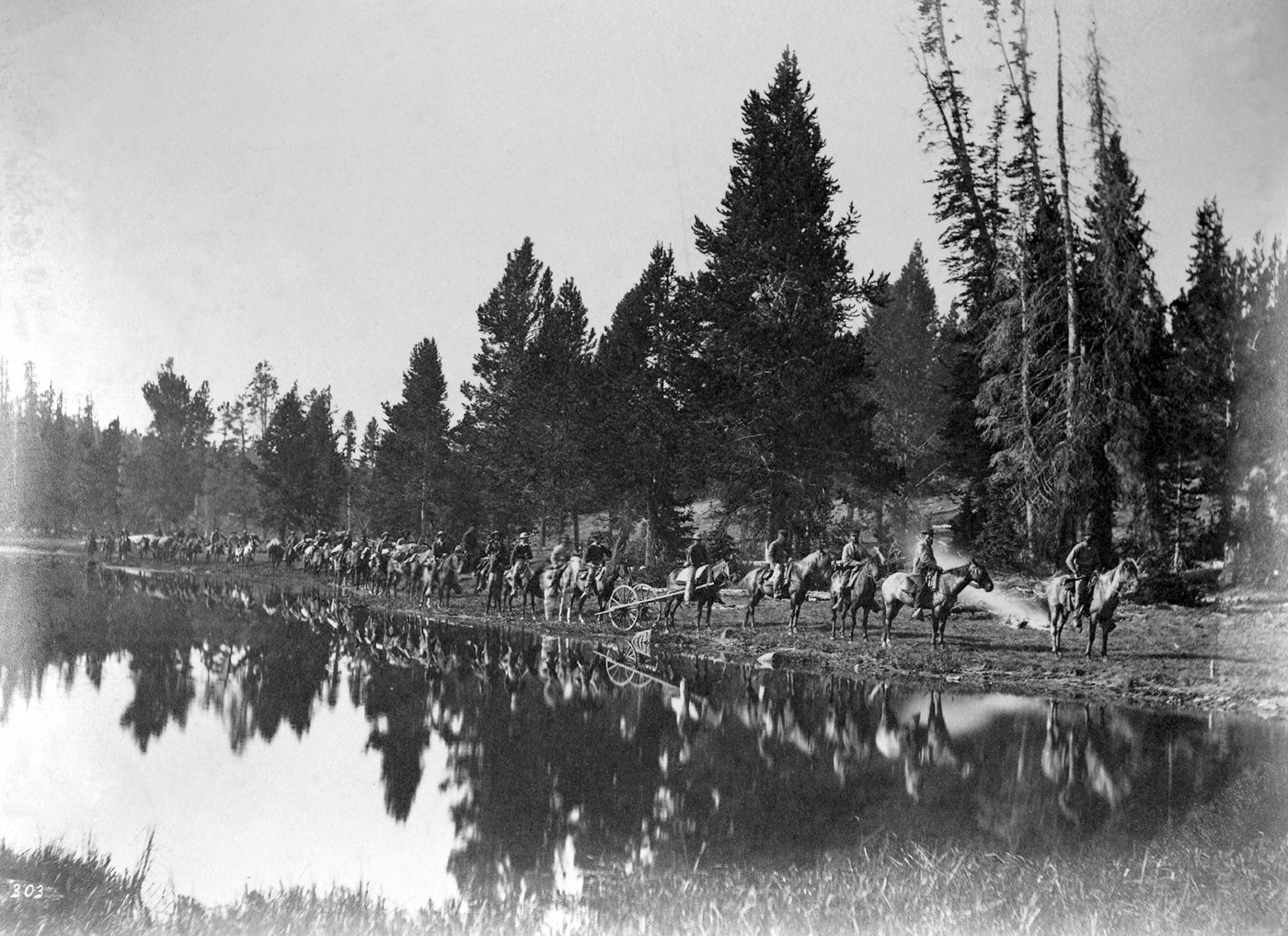
Spedizione di F.V. Hayden, Wyoming.
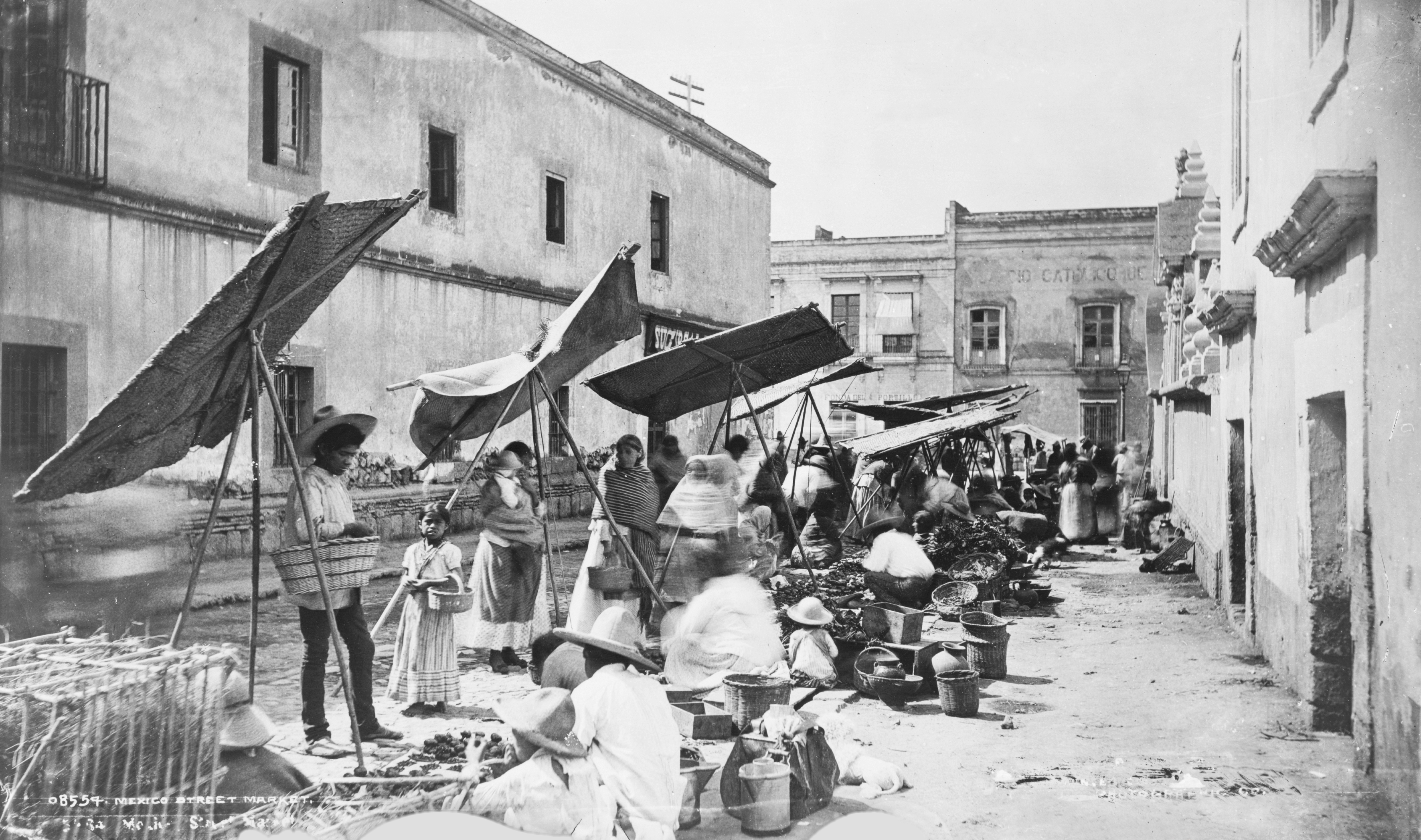
Mercato in strada a Città del Messico, 1884-1885.
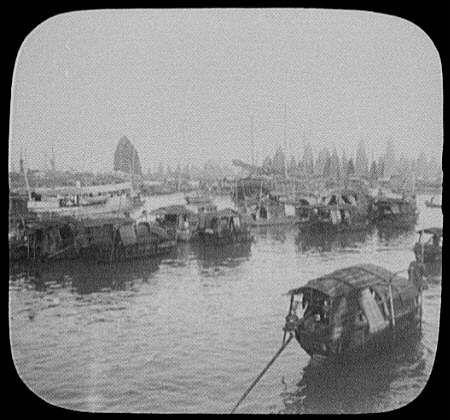
Canton porto affollato di sampans.
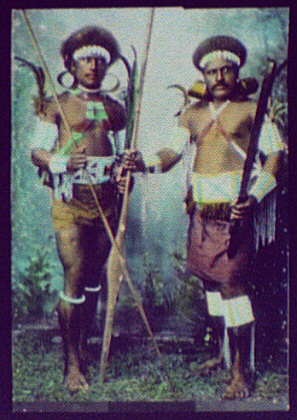
Guerrieri delle isole Salomone, 1895.
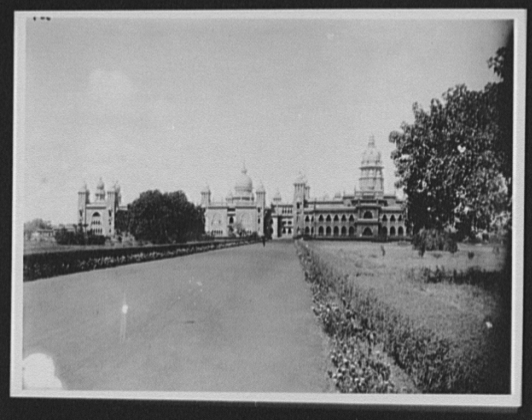
Madras, 1895.
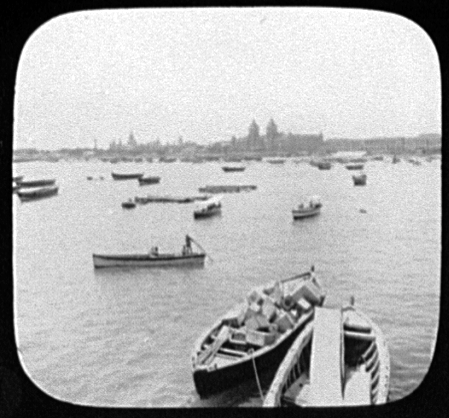
Porto di Madras, India, 1895.
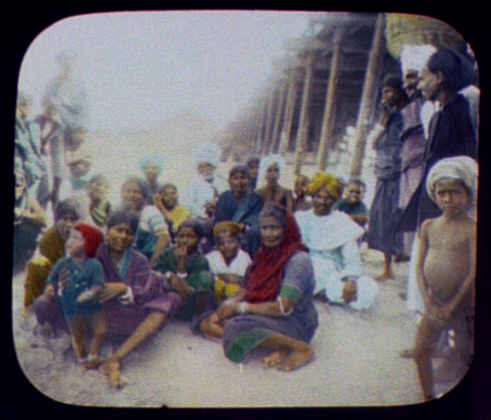
Gruppo di gente Tamil al molo, 1895.
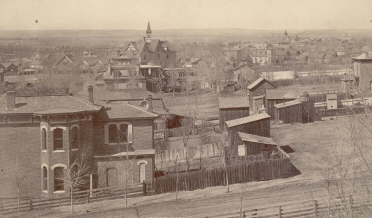
Denver, Colorado, 1885.
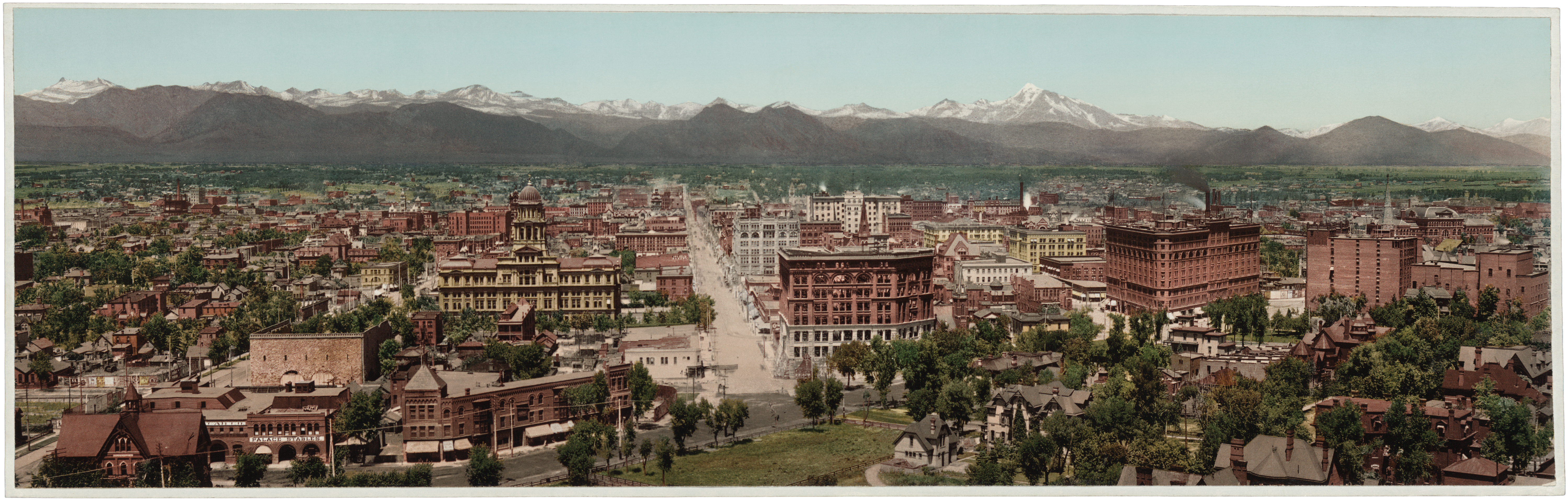
Denver, Colorado, 1898.
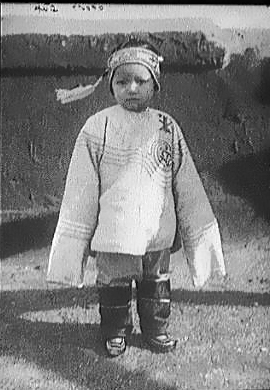
Bambino nato in America da genitori cinesi con giacchetta ricamata, 1900.
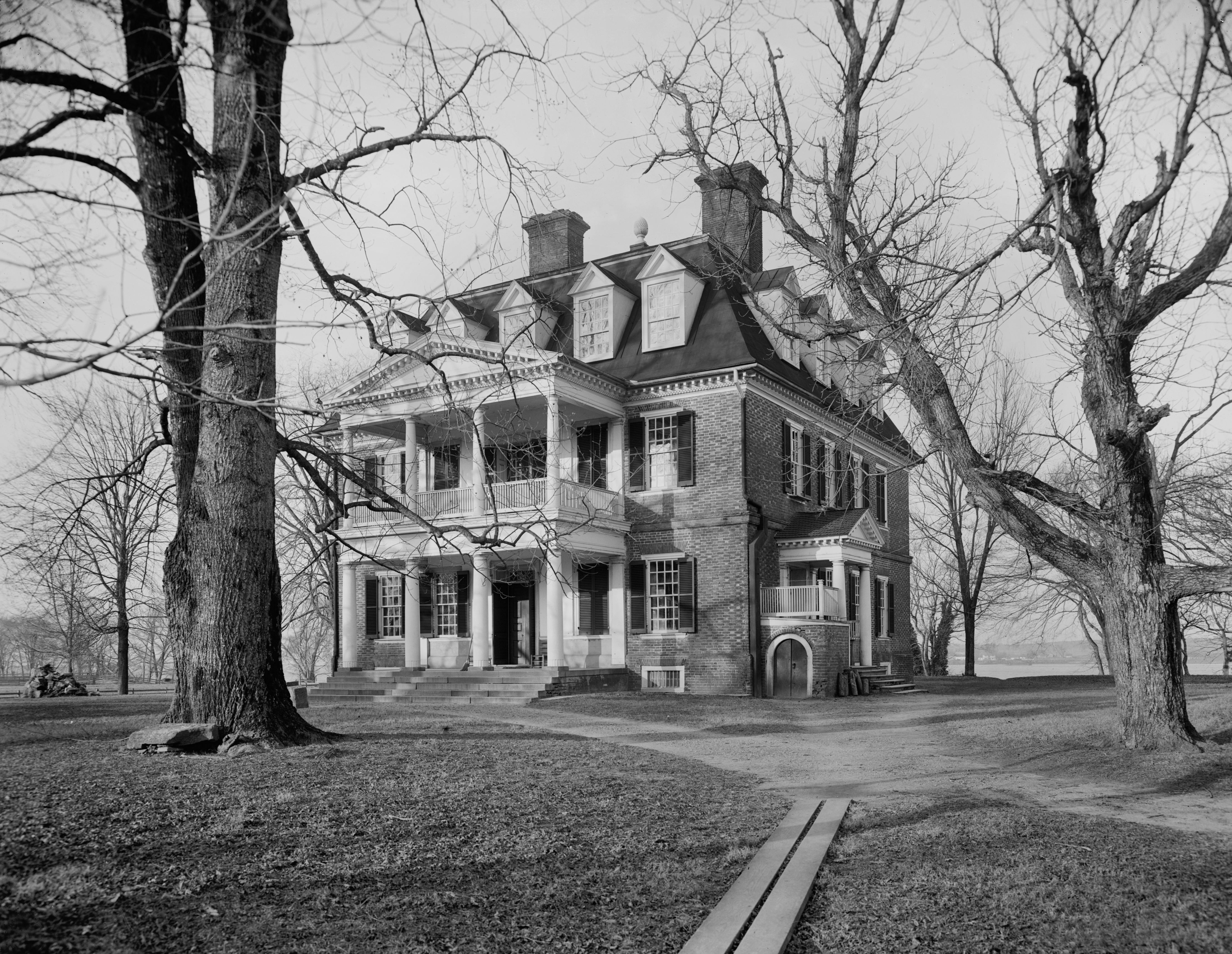
Piantagione di Shirley, James River, Virginia, 1900-1906.
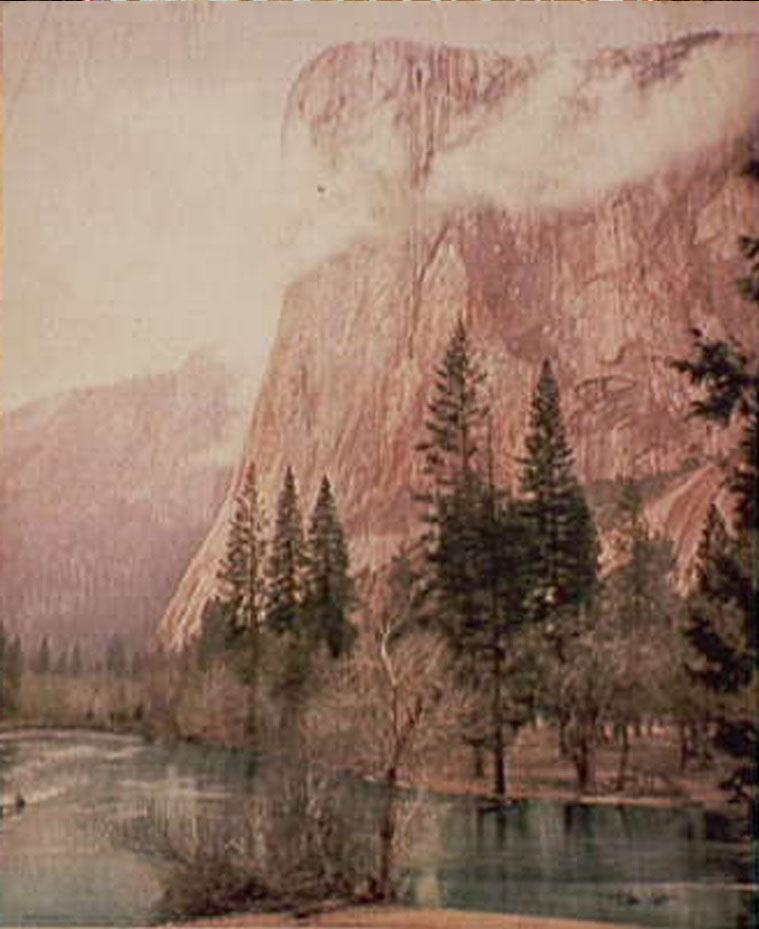
Fotografia (1899) di El Capitan.
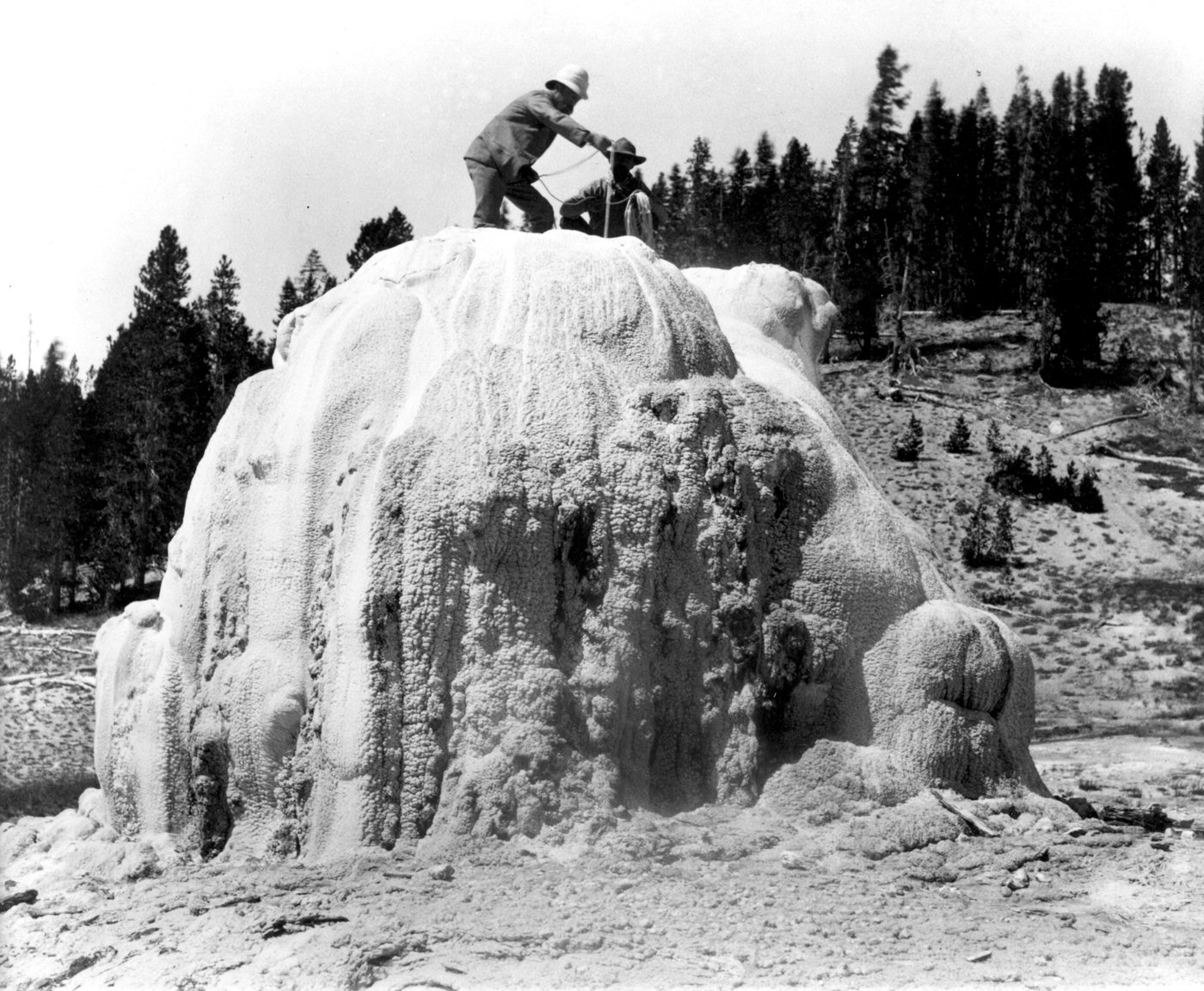
Lone Star Geyser, Yellowstone, 1878.